# Cap del Roc
El Cap del Roc és una muntanya de 1.448 metres que es troba al municipi de Montferrer i Castellbò, a la comarca de l'Alt Urgell.